# Hans Resel
Hans Resel (* 7. September 1861 in Hafnerbach; † 7. November 1928 in Graz) war ein österreichischer Journalist und Politiker (SDAP).

## Leben
Hans Resel, ein gelernter Schneider, kam 1889 nach Graz und wurde in der politischen Arbeiterbewegung aktiv. 1890 gründete er die Parteizeitung Arbeiterwille, deren erster Redakteur er auch war.

## Politik
Von 1897 bis 1900 war Resel Abgeordneter zum Steiermärkischen Landtag, von 1905 bis 1907 gehörte er dem Reichsrat (XI. Legislaturperiode) an und vertrat dort für das Kronland Steiermark die Kurie Steiermark 9. Nach seinem Mandatsverzicht übernahm Karl Höger sein Amt.
Nach dem Ersten Weltkrieg war er Mitglied der Provisorischen Nationalversammlung, später des Bundesrates.
Bei der Gründung des Steirischen Arbeiter-Radfahrer-Bundes (dem heutigen ARBÖ) spielte er eine wesentliche Rolle.
Vom 6. November 1918 bis zu seinem Tod war Resel als Landesrat Mitglied der Steiermärkischen Landesregierung.

## Anerkennungen

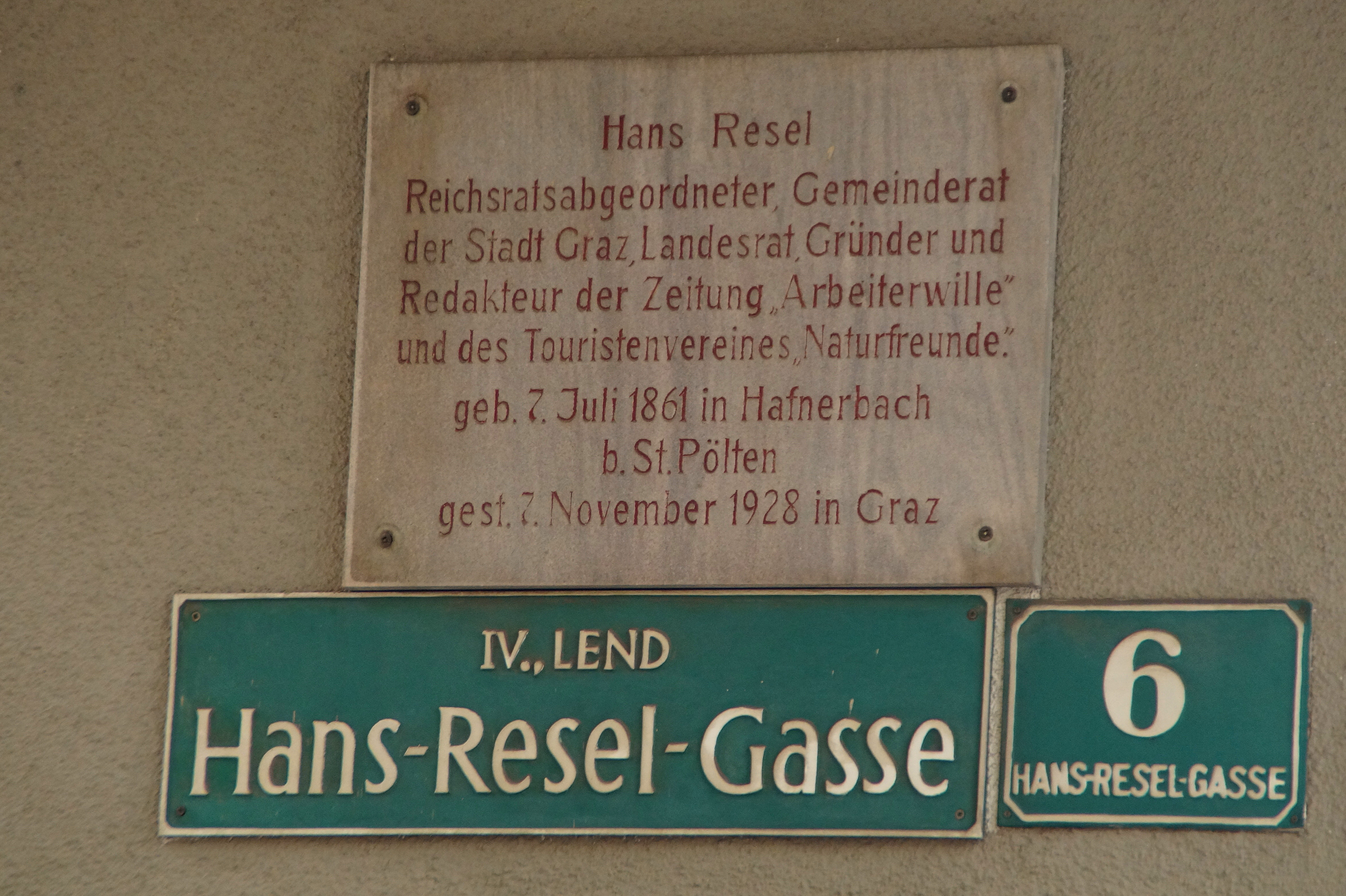
Gedenktafel in der Hans-Resel-Gasse in Graz.

- Am Gebäude der steirischen Arbeiterkammer in der Hans-Resel-Gasse in Graz (⊙) erinnert eine Gedenktafel an sein Leben und Wirken.